# David Elazar
David "Dado" Elazar (în ebraică דוד אלעזר; n. 27 august 1925, Sarajevo, Regatul Iugoslaviei – d. 15 aprilie 1976, Ierusalim, Israel) a fost un general israelian originar din Bosnia. A îndeplinit funcțiile de comandant al Armatei de Nord a Israelului (noiembrie 1964 - decembrie 1969) și de șef al Marelui Stat Major al Armatei israeliene (1972-1974).

## Biografie
David Elazar s-a născut într-o familie de evrei sefarzi din orașul Sarajevo, aflat pe atunci în Regatul Sârbilor, Croaților și Slovenilor (care și-a luat în 1929 denumirea de Regatul Iugoslaviei).  Tatăl său, Solomon (Shlomo) Elazar, provenea dintr-o familie sefardă care trăise în trecut în Bulgaria. La vârsta de șase ani, David rămâne orfan de mamă și este crescut de cele două bunici. La 14 ani este trimis să învețe la Zagreb, unde se alătură organizației locale a mișcării  socialiste sioniste de tineret evreiesc Hașomer Hațair.
În anul 1940, împreună cu alți tineri, David emigrează în Palestina în cadrul emigrației tineretului (Aliyat Hanoar) (organizație oficială sionistă care îi ajuta pe tinerii evrei doritori de a emigra singuri în Palestina). În anul următor, Iugoslavia va intra sub dominația Germaniei național-socialiste și a aliaților ei, iar soarta evreilor locali va fi pecetluită; marea lor majoritate vor pieri uciși în Holocaust.
În Palestina, tânărul David devine membru al kibuțului Ein Șemer al mișcării Hașomer Hațair. În anul 1946, în ciuda împotrivirii kibuțului, el se înrolează în Palmah, unitățile de elită ale Haganei, principala organizație evreiască paramilitară din Palestina. David Elazar ia parte la Războiul de independență al Israelului (1948-1949), când face parte din renumitul batalion "Haportzim" al brigăzii Harel și se distinge între altele în luptele de la mănăstirea Sfântul Simeon din Ierusalim.
În continuare, face carieră ca ofițer în unitățile de blindate ale tinerei armate israeliene și participă la combaterea 
„fedainilor” arabi palestinieni care în anii 1950 făceau incursiuni și atacau așezările israeliene de graniță  dinspre fâșia Gaza. Devine apoi adjunctul generalului Haim Bar-Lev și, din 1961, succesorul acestuia la comanda forțelor blindate israeliene. Deține această funcție până în 1964 când devine comandantul Armatei de Nord a Israelului. În această calitate conduce operațiile de apărare și apoi de ofensivă pe frontul sirian din timpul Războiului de Șase Zile, care duc la ocuparea platoului Golan de către Israel.